# Єрванд III
Єрва́нд III (вірм. Երվանդ Գ.) — цар Вірменії (321—260 роки до н. е.).
За часів правління Єрванда III столицю було перенесено з Армавіра до Єрвандашата 302 до н. е.. Єрванд III боровся за контроль над сатрапією Софена з царем Антіохом II Теосом до поразки 272 до н. е. та був змушений сплатити данину в розмірі 300 талантів срібла й 1000 коней та мулів. Єрванда III було вбито 260 до н. е. за наказом царя Антиоха II. Його син Самес продовжив правити в Софені.